# The Home Front

The Home Front est un cartoon de la série Private Snafu réalisé par Frank Tashlin et sorti en 1943.